# جي جي فاريل
جي. جي. فاريل (بالإنجليزية: J. G. Farrell)‏ (25 يناير 1935، ليفربول في المملكة المتحدة - 11 أغسطس 1979، خليج بانتري في جمهورية أيرلندا)؛ كاتب وروائي بريطاني.

## الجوائز
- جائزة بوكر الأدبية

## روايات
- متاعب
- حصار كريشنابور
- الاستيلاء على سنغافورة

## روابط خارجية
- جي جي فاريل على موقع الموسوعة البريطانية (الإنجليزية)